# جيم نيلسن
جيم نيلسن (بالإنجليزية: Jim Nielsen)‏ هو سياسي أمريكي، ولد في 31 يوليو 1944 في فريسنو في الولايات المتحدة. حزبياً، نشط في الحزب الجمهوري. وقد انتخب عضو مجلس ولاية كاليفورنيا وانتخب عضو جمعية ولاية كاليفورنيا.

## وصلات خارجية
- الموقع الرسمي